# Чурарі
Чурарі (рум. Ciurari) — село у повіті Телеорман в Румунії. Входить до складу комуни Сечень.
Село розташоване на відстані 86 км на захід від Бухареста, 39 км на північний захід від Александрії, 98 км на схід від Крайови.

## Населення
За даними перепису населення 2002 року у селі проживали 730 осіб, усі — румуни. Рідною мовою 729 осіб (99,9%) назвали румунську.